# حكيم داودو
حكيم تيرون داودو (بالإنجليزية: Hakeem Tyrone Dawodu؛ مواليد 2 يوليو 1991) هو مُقاتل فنون قتالية مختلطة كندي.

## وصلات خارجية
- حكيم داودو على موقع يو إف سي (الإنجليزية)
- حكيم داودو على موقع شيردوغ (الإنجليزية)
- حكيم داودو على موقع Tapology.com (الإنجليزية)